# Marvell, Arkansas
Marvell là một thành phố thuộc quận Phillips, tiểu bang Arkansas, Hoa Kỳ. Năm 2010, dân số của thành phố này là 1186 người.

## Dân số
- Dân số năm 2000: 1395 người.
- Dân số năm 2010: 1186 người.